# Michael Kenneth Williams
Michael Kenneth Williams (Brooklyn (New York), 22 november 1966 – aldaar, 6 september 2021) was een Amerikaans danser, acteur en filmproducent. 
Bekend onder het grote publiek werd Williams met zijn rol als Omar Little in de televisieserie The Wire. Naast films heeft Williams ook een grote rol gespeeld in Battlefield 4 en ook in Battlefield 2042. Williams stierf in de ochtend van 6 september 2021 op 54-jarige leeftijd door een overdosis drugs. Hij werd die middag dood aangetroffen in zijn appartement in Brooklyn, New York.

## Filmografie

### Films
Selectie:
- 2019 Motherless Brooklyn – als trompetman
- 2016 Assassin's Creed v als Moussa
- 2014 Inherent Vice – als Tariq Khalil
- 2014 Kill the Messenger – als Ricky Ross
- 2014 The Purge: Anarchy – als Carmelo Johns
- 2014 RoboCop – als Jack Lewis
- 2013 12 Years a Slave – als Robert
- 2013 Snitch – als Malik
- 2009 The Road – als de dief
- 2009 Brooklyn's Finest – als Red
- 2008 Belly 2: Millionaire Boyz Club – als Tone
- 2008 The Incredible Hulk – als toeschouwer in Harlem
- 2007 Gone Baby Gone – als Devin
- 2006 Mercenary for Justice – als Samuel Kay
- 2004 Doing hard time - als Curtis Craig
- 1999 Bringing Out the Dead – als drugsdealer
- 1996 Bullet – als High Top

### Televisieseries
Uitgezonderd eenmalige gastrollen.
- 2017 – 2021 F Is for Family – als Smoky (stem) – 11 afl.
- 2020 Lovecraft Country – als Montrose Freeman – 10 afl.
- 2019 – When They See Us – als Bobby McCray – 4 afl.
- 2016 – 2018 Hap and Leonard – als Leonard Pine – 18 afl.
- 2017 When We Rise – als Ken Jones – 4 afl.
- 2016 The Night Of – als Freddy Knight – 6 afl.
- 2015 The Spoils Before Dying – als Rock Banyon – 6 afl.
- 2010 – 2014 Boardwalk Empire – als Chalky White – 35 afl.
- 2013 Walk This Way - als eerwaarde Daniels – 7 afl.
- 2011 – 2012 Community – als professor Marshall Kane – 3 afl.
- 2011 Taking on Tyson – als verteller – ? afl.
- 2009 The Philanthropist – als Dax Vahagn – 8 afl.
- 2002 – 2008 The Wire – als Omar Little – 51 afl.
- 2007 The Kill Point – als Quincy – 8 afl.
- 2006 – 2007 Six Degrees – als Michael – 3 afl.
- 2005 Alias – als Roberts – 3 afl.

### Computerspellen
- 2021 Battlefield 2042 - als sergeant Kimble 'Irish' Graves
- 2013 Battlefield 4 - als sergeant Kimble 'Irish' Graves

### Filmproducent
- 2019 About The People - korte film
- 2018 Vice - televisieserie - 1 afl.
- 2016 Grace After Midnight Pain - film
- 2016 Black Market with Michael K. Williams - televisieserie - 6 afl.
- 2014 Bro - korte film
- 2012 The Wire: The Musical - korte film
- 2011 Snow on Tha Bluff - film

- Biblioteca Nacional de España: XX5076717
- Bibliothèque nationale de France: cb14645379w (data)
- Gemeinsame Normdatei: 1126991805
- International Standard Name Identifier: 0000 0001 1948 6395
- Library of Congress Control Number: no2009013344
- Nationale Bibliotheek van Israël: 987007452427905171
- Istituto Centrale per il Catalogo Unico: LO1V432532
- Système universitaire de documentation: 172511097
- Virtual International Authority File: 37174929
- WorldCat: E39PBJcGrXG3Ph4C7PhwVwvWDq